# Saturn-Award-Verleihung 1995
Die 21. Saturn-Award-Verleihung fand am 26. Juni 1995 statt. Erfolgreichste Produktion mit vier Auszeichnungen wurde Interview mit einem Vampir.

## Nominierungen und Gewinner

### Film
| Kategorie                               | Preisträger                     | Film                          | Nominierungen |
| --------------------------------------- | ------------------------------- | ----------------------------- | --- |
| Bester Science-Fiction-Film             |                                 | Stargate                      | Body Snatchers – Angriff der Körperfresser Flucht aus Absolom Puppet Masters – Bedrohung aus dem All Star Trek: Treffen der Generationen Street Fighter – Die entscheidende Schlacht Timecop                                                                         |
| Bester Horrorfilm                       |                                 | Interview mit einem Vampir    | Cronos The Crow – Die Krähe Mary Shelley’s Frankenstein Mosquito Freddy’s New Nightmare Wolf – Das Tier im Manne |
| Bester Fantasyfilm                      |                                 | Forrest Gump                  | Angels – Engel gibt es wirklich! Ed Wood Flintstones – Die Familie Feuerstein Der König der Löwen Die Maske Santa Clause – Eine schöne Bescherung |
| Bester Action-/Adventure-/Thriller-Film |                                 | Pulp Fiction                  | Das Kartell Das Dschungelbuch Red Rock West Die Verurteilten Speed True Lies – Wahre Lügen |
| Beste Regie                             | James Cameron                   | True Lies – Wahre Lügen       | William Dear für Angels – Engel gibt es wirklich! Alex Proyas für The Crow – Die Krähe Robert Zemeckis für Forrest Gump Neil Jordan für Interview mit einem Vampir Jan de Bont für Speed                                                                             |
| Bestes Drehbuch                         | Jim Harrison Wesley Strick      | Wolf – Das Tier im Manne      | Scott Alexander & Larry Karaszewski für Ed Wood Eric Roth für Forrest Gump Steph Lady & Frank Darabont für Mary Shelley’s Frankenstein Frank Darabont für Die Verurteilten Mark Verheiden für Timecop                                                                |
| Beste Spezialeffekte                    | John Bruno                      | True Lies – Wahre Lügen       | Andrew Mason für The Crow – Die Krähe Ken Ralston für Forrest Gump Illusion Arts Inc., Fantasy II Film Effects & Visual Concept Engineering (VCE) für Shadow und der Fluch des Khan Jeffrey A. Okun & Patrick Tatopoulos für Stargate Gregory L. McMurry für Timecop |
| Beste Musik                             | Howard Shore                    | Ed Wood                       | Alan Silvestri für Forrest Gump Elliot Goldenthal für Interview mit einem Vampir Patrick Doyle für Mary Shelley’s Frankenstein Jerry Goldsmith für Shadow und der Fluch des Khan J. Peter Robinson für Freddy’s New Nightmare                                        |
| Bestes Kostüm                           | Sandy Powell                    | Interview mit einem Vampir    | Arianne Phillips für The Crow – Die Krähe Rosanna Norton für Flintstones – Die Familie Feuerstein Ha Nguyen für Die Maske Bob Ringwood für Shadow und der Fluch des Khan Joseph A. Porro für Stargate                                                                |
| Bestes Make-Up                          | Rick Baker Ve Neill             | Ed Wood                       | Stan Winston & Michèle Burke für Interview mit einem Vampir Greg Cannom für Die Maske Daniel Parker & Paul Engelen für Mary Shelley’s Frankenstein Alec Gillis & Tom Woodruff Jr. für Santa Clause – Eine schöne Bescherung Rick Baker für Wolf – Das Tier im Manne  |
| Bester Hauptdarsteller                  | Martin Landau                   | Ed Wood                       | Tom Hanks für Forrest Gump Kenneth Branagh für Mary Shelley’s Frankenstein Tom Cruise für Interview mit einem Vampir Brad Pitt für Interview mit einem Vampir Arnold Schwarzenegger für True Lies – Wahre Lügen Jack Nicholson für Wolf – Das Tier im Manne          |
| Beste Hauptdarstellerin                 | Sandra Bullock Jamie Lee Curtis | Speed True Lies – Wahre Lügen | Mädchen Amick für Nightmare Lover Helena Bonham Carter für Mary Shelley’s Frankenstein Penelope Ann Miller für Shadow und der Fluch des Khan Michelle Pfeiffer für Wolf – Das Tier im Manne                                                                          |
| Bester Nebendarsteller                  | Gary Sinise                     | Forrest Gump                  | Robert De Niro für Mary Shelley’s Frankenstein Richard Attenborough für Das Wunder von Manhattan Raúl Juliá für Street Fighter – Die entscheidende Schlacht Bill Paxton für True Lies – Wahre Lügen James Spader für Wolf – Das Tier im Manne                        |
| Beste Nebendarstellerin                 | Mia Sara                        | Timecop                       | Halle Berry für Flintstones – Die Familie Feuerstein Rosie O’Donnell für Flintstones – Die Familie Feuerstein Robin Wright Penn für Forrest Gump Whoopi Goldberg für Star Trek: Treffen der Generationen Tia Carrere für True Lies – Wahre Lügen                     |
| Bester Nachwuchsschauspieler            | Kirsten Dunst                   | Interview mit einem Vampir    | Joseph Gordon-Levitt für Angels – Engel gibt es wirklich! Jonathan Taylor Thomas für Der König der Löwen Luke Edwards für Little Big Boss Miko Hughes für Freddy’s New Nightmare Elijah Wood für North                                                               |

### Fernsehen
| Kategorie                  | Preisträger | Film                                    | Nominierungen |
| -------------------------- | ----------- | --------------------------------------- | --- |
| Beste Fernsehpräsentation  |             | Alien Nation: Dark Horizon              | Vaterland Hercules und der flammende Ring Visitors – Besucher aus einer anderen Welt The Stand – Das letzte Gefecht TekWar: Kampf um die verlorene Vergangenheit Witch Hunt |
| Beste Network-Fernsehserie |             | Akte X – Die unheimlichen Fälle des FBI | Earth 2 M.A.N.T.I.S. seaQuest DSV Die Simpsons Raumschiff Enterprise: Das nächste Jahrhundert Geschichten aus der Gruft                                                     |

### Homevideo
| Kategorie                   | Preisträger | Film   | Nominierungen                                                                                                   |
| --------------------------- | ----------- | ------ | --- |
| Beste Videoveröffentlichung |             | Cronos | Body Melt Jack Be Nimble Mein Nachbar Totoro Das Böse III Shrunken Heads V – Die außerirdischen Besucher kommen |

### Ehrenpreise
| Kategorie                 | Preisträger                                  | Film                | Nominierungen |
| ------------------------- | -------------------------------------------- | ------------------- | ------------- |
| Golden Scroll of Merit    | Paul Bunnell (für außergewöhnliche Leistung) | That Little Monster |               |
| Special Award             | Richard Fleischer (für seine Karriere)       |                     |               |
| George Pal Memorial Award | Robert Zemeckis                              |                     |               |
| Posthumous Award          | Will Rogers                                  |                     |               |
| Life Career Award         | Wes Craven Joel Silver                       |                     |               |
| Lebenswerk                | Sean Connery                                 |                     |               |
| Service Award             | Forrest J. Ackerman                          |                     |               |